# Vincent Tewson
Sir Harold Vincent Tewson CBE MC (* 4. Februar 1898 in Bradford, Yorkshire; † 2. Mai 1981 in Letchworth Garden City, Hertfordshire) war ein britischer Gewerkschafter. Tewson amtierte von 1946 bis 1960 als Generalsekretär des Gewerkschaftskongresses (Trades Union Congress, TUC).

## Leben und Tätigkeit
Tewson verließ die Schule mit 14 Jahren. Er arbeitete in der Folgezeit in einem Büro der Färbergewerkschaft (Amalgamated Society of Dyers).
Während des Ersten Weltkriegs durchlief Tewson eine Kadettenausbildung und trat am 1. August 1917 als Second Lieutenant des West Yorkshire Regiment in die British Army ein. Er wurde an der Westfront eingesetzt, zeichnete sich dort durch besondere Tapferkeit und Hingabe aus und wurde dafür am 4. Februar 1918 mit dem Military Cross ausgezeichnet. 1919 wurde er zum Lieutenant befördert und schied 1921 aus dem Armeedienst aus.
Nach dem Krieg nahm er seine Arbeit für die Färbergewerkschaft wieder auf. 1923 wurde er als Kandidat der Independent Labour Party Mitglied des Stadtrates von Bradford. 1925 trat Tewson als Sekretär für Organisationsfragen in den Gewerkschaftskongress ein, in dem er 1931 die Position eines beigeordneten Generalsekretärs (Assistant General Secretary) übernahm, die er fünfzehn Jahre lang, bis 1946 innehatte.
In den 1930er Jahren tat Tewson sich als einer der nachdrücklichsten Fürsprecher und Unterstützer der republikanischen Seite im Spanischen Bürgerkrieg im öffentlichen Leben Großbritanniens hervor: 1937 wurde er stellvertretender Vorsitzender des Basque Children's Commitee, einer Organisation zur Unterstützung von 4000 durch den Krieg in Not geratenen Kindern aus dem Baskenland, die im Mai 1937 nach Großbritannien evakuiert worden waren.
Ende der 1930er Jahre geriet Tewson aufgrund seiner Stellung als führender britischer Gewerkschafter in das Visier der Polizeiorgane des NS-Staates, die ihn als wichtige Zielperson einstuften: Im Frühjahr 1940 setzte das Reichssicherheitshauptamt in Berlin ihn dann auf die Sonderfahndungsliste G.B., ein Verzeichnis von Personen, die im Falle einer erfolgreichen deutschen Invasion Großbritanniens durch die Sonderkommandos der SS-Einsatzgruppen mit besonderer Priorität ausfindig gemacht und verhaftet werden sollten.
1946 wurde Tewson als Nachfolger von Walter Citrine zum Generalsekretär des Gewerkschaftskongresses ernannt. Diese Stellung behielt er bis 1960 bei. Während dieser Zeit fungierte er auch als Sekretär der internationalen Gewerkschaftskonferenz in Genf, auf der 1949 die Gründung der Internationalen Bundes Freier Gewerkschaften (ICFTU) beschlossen wurde, als deren Präsident er von 1951 bis 1953 amtierte.
Tewson wurde im Juni 1942 als Commander des Order of the British Empire ausgezeichnet und am 14. März 1950 als Knight Bachelor geadelt, und durfte deshalb fortan das Prädikat Sir führen.
Nach seiner Pensionierung im Jahr 1960 wurde Tewson 1964 Mitglied im unabhängigen Gremium zur Beaufsichtigung des britischen Fernsehen (Independent Television Authority).